# Morten Harket
 (mars 2020).
Si vous disposez d'ouvrages ou d'articles de référence ou si vous connaissez des sites web de qualité traitant du thème abordé ici, merci de compléter l'article en donnant les références utiles à sa vérifiabilité et en les liant à la section « Notes et références ».
Morten Harket, né le 14 septembre 1959 à Kongsberg, dans le comté de Buskerud, en Norvège, est un chanteur norvégien, leader du groupe synthpop a-ha.
Le groupe a signé dix albums studio, entre 1985 et 2015, et a été d'entrée en tête des charts dans plusieurs pays après le titre phare Take on Me (1985) qui les a fait connaître et devenir populaires. Morten Harket mène en parallèle une carrière solo.

## Jeunesse et débuts musicaux
Morten Harket est le fils de Henny et Reidar Harket, et le frère de Gunvald, Håkon, Ingunn et Kjetil. Il grandit à Asker. Ses premières influences musicales ont été Uriah Heep, Queen, Johnny Cash, David Bowie et Peter Gabriel. Fan des Doors, Harket développe son style vocal sous l'influence de Jim Morrison. Avant de rejoindre a-ha en 1982, il chante pour le groupe Souldier Blue,.

## Vie privée
Morten Harket a cinq enfants, dont trois de son ex-femme Camilla Malmquist Harket (mariage le 11 février 1989 - divorce en 1998) : Jakob Oscar Martinus Malmquist Harket (né le 14 mai 1989), Jonathan Henning Adler Malmquist Harket (né le 10 décembre 1990) et Anna Katharina Tomine Malmquist Harket (née le 14 avril 1993, Tomine est son premier prénom).
Une deuxième fille, prénommée Henny, voit le jour en 2003. Fille qu'il a avec Anne Mette Undlien, son amie d'alors. Et enfin, le 16 septembre 2008, une troisième et dernière fille, Karmen, que Morten Harket a avec son assistante, Inez Andersson, avec qui il vit aujourd'hui. 
Le 4 juin 2025, le chanteur annonce publiquement être atteint de la maladie de Parkinson.

## Carrière musicale

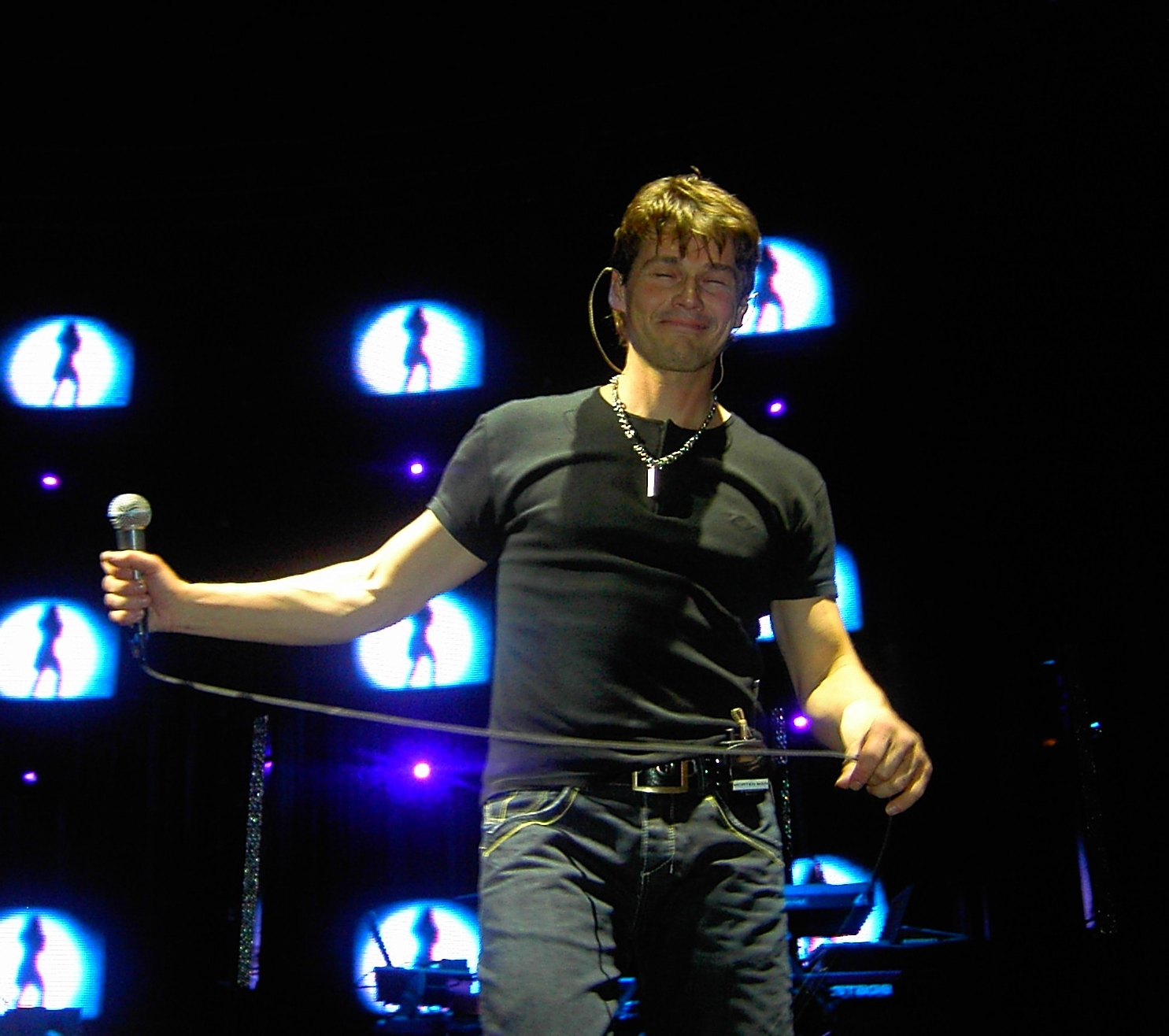
Morten Harket lors d'un concert en 2005.

En 1994, a-ha entame une pause de quatre-cinq ans ; dès lors, Morten Harket poursuit sa carrière en solo, et sort, jusqu'à présent, quatre albums. Deux de ces albums sont chantés en norvégien, mais celui de 1995, Wild Seed, chanté en anglais, devient bien plus qu'un succès national.
Il a travaillé avec Håvard Rem, un poète norvégien qui lui a écrit la plupart de ses chansons, dont A Kind of Christmas Card et Spanish Steps qui furent ses plus grands succès.
En 1996, il présente, aux côtés de Ingvild Bryn, la 41e édition du Concours Eurovision de la chanson.
Il rejoint les autres membres de a-ha en 1998 pour chanter au concert du prix Nobel de la paix. Depuis 1998, Morten Harket et les autres membres du groupe a-ha ont sorti plusieurs albums ensemble.
En 2008, Morten Harket sort un nouvel album solo en anglais, Letter from Egypt, chez Universal, treize ans après le premier.
Il sort le 19 mai 2008 en Norvège, le 30 mai en Allemagne, et dans d'autres pays européens (pas de sortie officielle en France). Les deux seuls extraits de cet album s'intitulent Movies et Darkspace.
En avril 2012, il sort son cinquième album intitulé Out Of My Hands, dont les trois extraits s'intitulent Listening, Scared Of Heights et I'm the one. Listening a été écrite par les Pet Shop Boys. Une version chantée par eux figure sur leur album ELYSIUM Further Listening (2012).
En 2013, il participe au concert de Scorpions MTV Unplugged : Live In Athens, où il chante Wind of Change avec Klaus Meine.
En avril 2014 sort son sixième album, Brother (Norvège, Allemagne, Suisse, Autriche, Royaume-Uni).
En 2017, il participe à la version norvégienne de « The Voice » en tant que jury.

## Signature vocale
Le registre vocal de Morten Harket, et notamment son falsetto puissant et cristalin, contribue largement à identifier les morceaux de A-Ha. Interrogé pour connaitre le nombre d'octaves couverts par sa voix, il a déclaré en 2009 au Times "Je n'ai jamais compté, très honnêtement".
Il détient par ailleurs le record masculin de la note tenue le plus longtemps possible : 20,2 secondes (dans la chanson de a-Ha Summer Moved On (2000). Il a ainsi dépassé les  dix-huit secondes de Bill Withers dans la chanson Lovely Day.

## Dans la pop culture
Alors qu'à ses tout débuts, a-ha avait exploité le format BD dans le clip de Take on Me, le Neuvième Art a fait de Morten Harket un personnage à part entière dans l'album Venus Pop de Hernan Migoya et Man, publié en avril 2019 aux Éditions du Long Bec. Un album dans lequel, le chanteur du groupe renommé Uhu incarne un idéal sage et expérimenté.

## Discographie

### Albums
- Poetenes Evangelium (1993) (en norvégien)
- Wild Seed (1995) (en anglais)
- Vogts Villa (1996) (en norvégien)
- Letter from Egypt (2008) (en anglais)
- Out of My Hands (2012) (en anglais)
- Brother (2014) (en anglais)

### Singles
- A Kind Of Christmas Card (1995)
- Spanish Steps (1995)
- Los Angeles (1996)
- Heaven's Not For Saints (1996)
- Tilbake Til Livet (1996)
- Herre I Drømmen (1996)
- Movies (2007)
- Darkspace (7 avril 2008)
- Lightning (mars  2012)
- Scared of Heights (mars 2012)
- I'm the One (octobre 2012)
- There's a place (novembre 2013)
- Brother (janvier 2014)
- Do you remember me (avril 2014)